# Louis Robert
Louis Robert (Laurière, 15 febbraio 1904 – Parigi, 31 maggio 1985) è stato uno storico ed epigrafista francese.

## Biografia
Robert fu un professore di Storia greca ed Epigrafia al Collège de France ed autore di numerosi saggi ed articoli di epigrafia greca (di tutti i periodi, da quello arcaico fino alla tarda antichità), numismatica antica e di geografia storica della Grecia antica. Robert si formò all'École Normale Supérieure dal 1924-1927, fu membro della École française d'Athènes dal 1927 al 1932 ed insegnò all'École pratique des hautes études (IV sezione) di Parigi a partire dal 1932. Fu professore ordinario di al Collège de France dal 1939 e vi rimase fino al pensionamento, avvenuto nel 1974.
Louis Robert è conosciuto soprattutto come epigrafista: ha lasciato un'impronta significativa sull'epigrafia greca, sia per i suoi libri, sia per le sue pubblicazioni annuali (in collaborazione con sua moglie Jeanne Robert) del Bulletin épigraphique, recensione critica delle pubblicazioni di epigrafia greca. Egli non ha mai considerato l'epigrafia greca come un dominio separato ed autonomo, ma come uno dei campi di indagine necessari alla conoscenza della storia del mondo antico. L'epigrafia dovrà, dunque, essere abbinata ad altre fonti (letterarie, numismatcihe, archeologiche...) al fine di ricostruire gli avvenimenti del passato, ma anche con altre discipline, come ad esempio la geografia, che possono fornirci preziose informazioni su un territorio e sul popolo che lo abita / lo ha abitato. Gli studi di geografia storica che Louis Robert ha dedicato all'Asia minore forniscono un buon esempio del suo metodo di indagine.

## Opere
- Villes d'Asie Mineure, 1935 (deuxième édition avec une importante postface, 1962)
- Collection Froehner, Inscriptions grecques, 1936.
- Études Anatoliennes, Sur des inscriptions de l'Asie Mineure, 1937.
- Études épigraphiques et philologiques, 1938.
- Les gladiateurs dans l'Orient grec, 1940.
- Hellenica, Recueil d'épigraphie de numismatique et d'antiquités grecques (13 volumes), 1940-1965 Table des matières détaillées sur le site de l'éditeur.
- Le sanctuaire du dieu Sinuri près de Mylasa, 1945.
- Études de numismatique grecque, 1951.
- La Carie, II, Le plateau de Tabai, 1954
- Lettres d'un évêque de Synnada, 1962.
- Noms indigènes dans l'Asie Mineure gréco romaine, 1963.
- La déesse de Hiérapolis Castabala, 1964.
- Stèles funéraires de Byzance gréco-romaine, 1964.
- Nouvelles inscriptions de Sardes, 1964.
- Documents de l'Asie Mineure méridionale, 1966.
- Monnaies antiques en Troade, 1966
- Monnaies grecques, 1967.
- Épigrammes satiriques de Lucillius, 1967.
- Inscriptions de Laodicée du Lycos, 1969.
- À travers l'Asie Mineure, Poètes et prosateurs, monnaies grecques, voyageurs et géographie, 1980.
- Fouilles d'Amyzon en Carie, 1983.
- Opera minora selecta, 7 volumes, 1969–1990 (recueil de ses articles)

### Pubblicazioni postume
- Documents d'Asie Mineure, 1987.
- Claros tome 1: Décrets hellénistiques, 1989.
- G. W. Bowersock et C. P. Jones (éd.), Le Martyre de Pionios, prêtre de Smyrne, 1994.
- Denis Rousset (éd.): Choix d'écrits, Les Belles Lettres, Paris, 2007, ISBN 978-2-251-38083-4.